# Lago Oulu
El lago Oulu o también Oulujärvi (en finés: Oulujärvi, pronunciado. ['ou.lu,jær.vi]; en sueco: Ule träsk) es un lago de Finlandia, con 928,09 km², el quinto mayor del país. Se encuentra en la parte centro-norte del país, en la región de Kainuu  (antigua provincia de Oulu) y desagua a través del río Oulu (Oulujoki), que fluye en dirección noroeste desde el lago al golfo de Botnia. Recibe el sobrenombre de «mar de Kainuu», al estar rodeado por municipios de este distrito (está rodeado por las municipalidades de Vaala (40%), Paltamo y Kajaani).